# Cua xanh
Cua xanh hay cua sen (danh pháp hai phần: Scylla paramamosain) là một loài cua biển, nói chung được sử dụng phổ biến làm thực phẩm tại Đài Loan và Việt Nam. Loài cua này nguyên được phát hiện tại lưu vực cửa sông Mê Kông, nhưng hiện nay được nuôi trong các trang trại nuôi trồng thủy hải sản tại miền Nam Việt Nam. Cua xanh cũng thường được thấy ở các khu vực sông nước như Cà Mau, Vũng Tàu... với kích thước nhỏ tầm khoảng 10–15 cm (cua trưởng thành). Còn về cua con thì rất nhỏ chỉ tầm vài milimét. Cua xanh là một loại thực phẩm có giá trị kinh tế của Việt Nam, mang lại cho Việt Nam khá nhiều lợi ích như giúp cân bằng hệ sinh thái, làm thực phẩm, xuất nhập khẩu. "Con mồi" của cua thường là các sinh vật nhỏ ở trong nước hay là các loài giáp xác nhỏ như tôm, cá... Tuy cua xanh khá nhỏ nhưng đôi càng của nó rất to và chắc, có thể kẹp đứt các loài có lớp vỏ cứng như tôm.